# Constant Pieraerts
Constantin François-Joseph "Constant" Pieraerts (Antwerpen, 28 maart 1835 - Leuven, 30 januari 1887) was een priester en hoogleraar. Hij was van 1881 tot zijn overlijden in 1887 rector magnificus van de Katholieke Universiteit Leuven.

## Studies
Hij studeerde aan het klein seminarie in Mechelen en vatte in 1852 universitaire studies in Leuven aan. Hij werd priester gewijd te Mechelen op 18 september 1858. Pieraerts was gedoctoreerd in de theologie.

## In het aartsbisdom Mechelen
Hij begon zijn carrière als leraar in het klein seminarie van Basse-Wavre. Bij de oprichting van het Sint-Romboutscollege in Mechelen werd hij in die school ingeschakeld als leerkracht, in 1868 werd hij er directeur van.
Hij was ook sinds 23 september 1868 erekanunnik van het Metropolitaan Kapittel van Mechelen. 27 juni 1872 werd hij hoogleraar in de taalwetenschappen en de Latijnse literatuur aan de Katholieke Universiteit Leuven. Eveneens was hij titularis van een leerstoel voor de wetenschappelijke verklaring van de religie. Tweemaal werd hij decaan van de Faculteit Wijsbegeerte en Letteren, van 1875 tot 1876 en van 1879 tot 1880. Als decaan zetelde hij in de Rectorale raad.

## Rector magnificus
In 1881 werd Pieraerts benoemd tot vierde rector magnificus van de Katholieke Universiteit sinds haar heroprichting, functie die hij tot zijn overlijden zes jaar later zou vervullen.
Pieraerts begon met de uitbouw van de positieve wetenschappen en wetenschappelijk onderzoek in een universiteit die bij zijn heroprichting en gestuurd door de Belgische bisschoppensynode tot dan voornamelijk de opleiding van theologen, juristen en artsen ter harte nam. Zijn rectoraat leverde de universiteit meer professoren, meer studenten en een grotere wetenschappelijke infrastructuur op. Biologie en chemie kenden een aanzienlijke groei, maar ook in de humane wetenschappen, met name in de filosofie, oriëntalistiek en geschiedenis groeide de onderzoeksinzet. Hij zette trouwens onder meer een leerstoel Thomistische wijsbegeerte op.
Mgr. Pieraerts steunde ook uitdrukkelijk na de Koloniale Conferentie van Berlijn koning Leopold II in diens plannen met Kongo-Vrijstaat waarbij hij ook de steun van de Leuvense universiteit toezegde.
Pieraerts was geëerd als Pauselijk huisprelaat, officier in de Leopoldsorde en commandeur in de Oostenrijkse Frans Jozef-orde. Hij zetelde in de Pauselijke Academie van Sint Thomas van Aquino.
Pieraerts werd begraven op het kerkhof van de Abdij van 't Park, met een smeedijzeren hekken rond zijn grafzerk ontworpen door collega hoogleraar en architect van de universiteit, Joris Helleputte.

## Trivia
- Tijdens de zomer van 1871 reisde Pieraerts samen met Jan Bols en twee andere priester-leraren naar Zwitserland. Bols publiceerde een gefictionaliseerde beschrijving van deze vakantie, Een reisje in Zwitserland (1872). Daarin typeerde hij 'Constant' als "altijd en met alles tevreden", "alleenlijk tegen moeilijke bergbeklimmingen en tegen lastige reizigers" mopperde hij.[1]

- International Standard Name Identifier: 0000 0003 8919 144X
- Nederlandse Thesaurus van Auteursnamen: 070807108
- Virtual International Authority File: 282483311
- WorldCat: E39PBJvt67kYMdD3pp3HXKCqQq